# Майське (Бериславський район)
Ма́йське — село в Україні, у Новоолександрівській сільській громаді Бериславського району Херсонської області. Населення становить 2 особи.

## Історія
12 червня 2020 року Петропавлівська сільська рада, в ході децентралізації, об'єднана з 
Новоолександрівською сільською громадою.
19 липня 2020 року, в результаті адміністративно-територіальної реформи та ліквідації Нововоронцовського району, село увійшло до складу Бериславського району.
22 червня 2023 року рішенням Національної комісії зі стандартів державної мови віднесено до списку населених пунктів, які «можуть не відповідати лексичним нормам української мови», зокрема стосуватися «російської імперської чи колоніальної політики». Громаді рекомендовано обґрунтувати доцільність збереження поточної назви або  запропонувати нову назву в установленому законодавством порядку.

## Населення
Згідно з переписом УРСР 1989 року в селі було відсутнє наявне населення.
За переписом населення України 2001 року в селі мешкали 2 особи, що вказали українську мову рідною.